# Liste der Wiener Gemeindebauten/Rudolfsheim-Fünfhaus
Diese Liste zählt die Gemeindebauten im 15. Wiener Gemeindebezirk Rudolfsheim-Fünfhaus auf.
Es werden nur solche Objekte angeführt, die seit Beginn des sozialen Wohnbaus errichtet wurden. Ältere Häuser, die im Besitz der Stadt Wien sind und in denen ebenfalls Gemeindewohnungen vergeben werden, fehlen daher.
| Name / ID                                                     | Foto |                 | Adresse                                 | Baujahr   | Architekt(en)                                                               | Kunstobjekte | Wohnungen | Anmerkungen |
| ------------------------------------------------------------- | ---- | --------------- | --------------------------------------- | --------- | --------------------------------------------------------------------------- | --- | --------- | --- |
| 1080                                                          | 1    | Datei hochladen | Alliogasse 8-10 Standort                | 1941–1944 | Erich Oberdorfer                                                            | | 119       | Identadresse Witzelsbergergasse 7-9, Tellgasse 4-10, Witzelsbergergasse 3 |
| 1097                                                          | 1    | Datei hochladen | Alliogasse 21 Standort                  | 1962–1963 | Josef Baudys                                                                | | 50        | Identadresse Walkürengasse 1 |
| Forstnerhof 180 HERIS-ID: 48490 Objekt-ID: 52011              | 1    | Datei hochladen | Alliogasse 27-33 Standort               | 1924–1925 | Gottlieb Michal                                                             | Brunnen von Anton Endstorfer, Reliefs mit Tierkreiszeichen und Rautenornamentfelder | 137       | Denkmalschutz Benannt nach August Forstner Identadresse Camillo-Sitte-Gasse 12-18, Walkürengasse 2-6, Hagengasse 13-17 |
| 1119                                                          | 1    | Datei hochladen | Anschützgasse 4a Standort               | 1975–1976 | Gabor Fettik, Helmuth Frank                                                 | | 48        | Identadresse Anschützgasse 6, Hollergasse 13 |
| 1115                                                          | 1    | Datei hochladen | Anschützgasse 8a Standort               | 1975–1976 | Peter Koban                                                                 | Meditationsstein von Hannes Turba (1972) | 36        | Identadresse Hollergasse 19 |
| 1126                                                          | 1    | Datei hochladen | Anschützgasse 9-13 Standort             | 1978–1981 | Stefan K. Hübner, Heinz Ekhart                                              | | 79        | Identadresse Weiglgasse 5-11 |
| 1152                                                          | 1    | Datei hochladen | Anschützgasse 10 Standort               | 1985–1987 | Helmut Wimmer                                                               | | 19        | Identadresse Weiglgasse 3 |
| 1146                                                          | 1    | Datei hochladen | Beckmanngasse 64 Standort               | 1984–1987 | Heinz Ekhart                                                                | | 10        | |
| 1159                                                          | 1    | Datei hochladen | Beckmanngasse 66 Standort               | 1984–1987 | Heinz Ekhart                                                                | | 10        | |
| 1143                                                          | 1    | Datei hochladen | Braunhirschengasse 8-10 Standort        | 1982–1984 | Engelbert Eder                                                              | | 15        | |
| 1102                                                          | 1    | Datei hochladen | Braunhirschengasse 9 Standort           | 1967–1969 | Friedrich Punzmann, Anton Valentin                                          | | 10        | |
| 1075                                                          | 1    | Datei hochladen | Braunhirschengasse 12-20 Standort       | 1957–1959 | Ulrike Manhardt, Emil Hoppe                                                 | Sgraffito Baum von Romulus Candea | 43        | |
| 1103                                                          | 1    | Datei hochladen | Braunhirschengasse 13 Standort          | 1967–1969 | Anton Valentin, Friedrich Punzmann                                          | | 10        | |
| 1100                                                          | 1    | Datei hochladen | Braunhirschengasse 17-21 Standort       | 1967–1969 | Anton Valentin, Friedrich Punzmann                                          | | 29        | Identadresse Dreihausgasse 16-18 |
| 1059                                                          | 1    | Datei hochladen | Braunhirschengasse 33-37 Standort       | 1967      | Albrecht F. Hrzan                                                           | | 26        | |
| 1110                                                          | 1    | Datei hochladen | Braunhirschengasse 36-38 Standort       | 1975–1977 | Josef Horacek                                                               | Zwei Natursteinmosaike Abstrakte Kompositionen von Hans Robert Pippal | 34        | |
| 1098                                                          | 1    | Datei hochladen | Braunhirschengasse 43 Standort          | 1965–1966 | Albrecht F. Hrzan                                                           | | 10        | |
| Grassingerhof 186 HERIS-ID: 48491 Objekt-ID: 52012            | 1    | Datei hochladen | Brunhildengasse 3 Standort              | 1932–1933 | Martin Ziegler, Josef Berger                                                | Reliefkopf für Johann Grassinger in einer Gedenktafel | 118       | Denkmalschutz Benannt nach Johann Grassinger (1869–1932), Bezirksvorsteher von Fünfhaus Identadresse Stutterheimstraße 20, Walkürengasse 12, Hagengasse 23 |
| 1077                                                          | 1    | Datei hochladen | Camillo-Sitte-Gasse 11-13 Standort      | 1943–1944 | Rudolf Eisler                                                               | | 49        | Identadresse Walkürengasse 8-10 |
| 1064 HERIS-ID: 48583 Objekt-ID: 52118                         | 1    | Datei hochladen | Chrobakgasse 3-5 Standort               | 1925–1926 | Arnold Hatschek                                                             | | 60        | Denkmalschutz Identadresse Wurmsergasse 40 |
| 1134                                                          | 1    | Datei hochladen | Clementinengasse 3 Standort             | 1979–1980 | Ernst Lederer-Ponzer                                                        | | 26        | Identadresse Turnergasse 12 |
| 1113                                                          | 1    | Datei hochladen | Clementinengasse 6 Standort             | 1974–1975 | Josef Seeberger                                                             | | 12        | |
| Karl-Czernetz-Hof 258                                         | 1    | Datei hochladen | Clementinengasse 11-17 Standort         | 1976–1978 | Josef Seeberger                                                             | Granitplastik Fruchtform von Monika Bauer-Abbasov | 50        | Benannt nach Karl Czernetz Identadresse Fünfhausgasse 22 |
| 1072                                                          | 1    | Datei hochladen | Costagasse 15 Standort                  | 1957–1958 | Michael Otter                                                               | | 19        | Identadresse Tellgasse 15 |
| 1141                                                          | 1    | Datei hochladen | Dadlergasse 17 Standort                 | 1982–1984 | Erich Boltenstern                                                           | | 50        | Identadresse Grimmgasse 46 |
| 1133                                                          | 1    | Datei hochladen | Dankwartgasse 6 Standort                | 1977–1979 | Heribert Soyka                                                              | | 16        | |
| 1155                                                          | 1    | Datei hochladen | Diefenbachgasse 30 Standort             | 1989–1990 | Peter Zauchenberger                                                         | Farbliche Fassadengestaltung von Oskar Putz | 16        | |
| Skarethof 188 HERIS-ID: 48545 Objekt-ID: 52070                | 1    | Datei hochladen | Diefenbachgasse 49-51 Standort          | 1930–1931 | Leo Kammel sen.                                                             | | 108       | Denkmalschutz Benannt nach Ferdinand Skaret |
| 1137                                                          | 1    | Datei hochladen | Dreihausgasse 8-10 Standort             | 1980–1981 | Hans Scasný                                                                 | | 33        | |
| Franz-Graczoll-Hof 255                                        | 1    | Datei hochladen | Flachgasse 36-46 Standort               | 1974–1977 | Leopoldine Schwarzinger, Richard Jicha                                      | | 116       | Benannt nach Franz Graczoll (1905–1984), Bezirksrat, Obmann des Bildungsausschusses Identadresse Nobilegasse 31-35 |
| 1150                                                          | 1    | Datei hochladen | Fünfhausgasse 6-8 Standort              | 1985–1987 | Emil Kovacic                                                                | | 23        | |
| Paula-Mistinger-Mraz-Hof 185 HERIS-ID: 48535 Objekt-ID: 52059 | 1    | Datei hochladen | Fünfhausgasse 10-12 Standort            | 1928–1929 | Oskar Unger                                                                 | | 21        | Denkmalschutz Benannt nach Paula Mistinger-Mraz (1907–1935), Aktivistin der Revolutionären Sozialisten Identadresse Herklotzgasse 16 |
| 1108                                                          | 1    | Datei hochladen | Fünfhausgasse 14 Standort               | 1974–1975 | Carl A. J. Hala                                                             | | 9         | |
| 1085                                                          | 1    | Datei hochladen | Fünfhausgasse 16-18 Standort            | 1950–1951 | Karl Kaill                                                                  | | 42        | |
| 1091                                                          | 1    | Datei hochladen | Gablenzgasse 27 Standort                | 1956–1957 | Hans Paar                                                                   | Supraporten: Natursteinrelief Dachse von Herbert Schwarz, Glasmosaik Fuchs von Roman Haller, Keramik Rehgruppe von Franz Waldmüller, Majolikaarbeit Hirsch von Hugo Franz Kirsch                                | 46        | Identadresse Hagengasse 8-10 |
| 1070 HERIS-ID: 48493 Objekt-ID: 52014                         | 1    | Datei hochladen | Gablenzgasse 35-37 Standort             | 1931–1932 | Leo Kammel sen.                                                             | Relief aus glasierten Ziegeln Arbeit – Friede von Florian Josephu-Drouot über dem Eingang | 118       | Denkmalschutz Identadresse Hagengasse 14, Camillo-Sitte-Gasse 20, Alliogasse 35 |
| 1087                                                          | 1    | Datei hochladen | Gablenzgasse 41 Standort                | 1952–1953 | Fritz Zügner, Emil Dietrich, Florian Omasta                                 | Steinskulptur Indischer Elefant von Herbert Schwarz, Natursteinrelief Ruhende Frauen von Rudolf Friedl als Supraporte, Wandmosaik Türkisches Hauptquartier von Franz Fischer                                    | 191       | Identadresse Hagengasse 16, Stutterheimstraße 22, Camillo-Sitte-Gasse 19 |
| 1128                                                          | 1    | Datei hochladen | Geibelgasse 10 Standort                 | 1978–1980 | Leopoldine Schwarzinger                                                     | | 19        | |
| 1068 HERIS-ID: 48498 Objekt-ID: 52020                         | 1    | Datei hochladen | Geyschlägergasse 2-12 Standort          | 1928–1929 | Max Fellerer                                                                | | 58        | Denkmalschutz Identadresse Sorbaitgasse 8 |
| 1066 HERIS-ID: 48494 Objekt-ID: 52015                         | 1    | Datei hochladen | Giselhergasse 6-12 Standort             | 1926–1927 | Gottlieb Michal                                                             | | 120       | Denkmalschutz Identadresse Hagengasse 7-11, Alliogasse 24-26 |
| 1147                                                          | 1    | Datei hochladen | Goldschlagstraße 91 Standort            | 1984–1985 | Manfred Kobel                                                               | | 12        | |
| 1104                                                          | 1    | Datei hochladen | Goldschlagstraße 107 Standort           | 1969–1973 | Walter Jaksch                                                               | Bronzeplastik Nilpferd von Eva Mazzucco | 29        | Identadresse Sturzgasse 8 |
| Franz-Gawlik-Hof 305                                          | 1    | Datei hochladen | Goldschlagstraße 108 Standort           | 1998–1999 | Freya Brandl                                                                | | 13        | Benannt nach Franz Gawlik (1914–1996), Bezirksrat, Gemeinderat |
| 1089                                                          | 1    | Datei hochladen | Graumanngasse 12 Standort               | 1966–1968 | Heinrich Schwetter                                                          | Steinrelief Distel zur Graumanngasse hin und Steinrelief Kastanienblüte und -blatt zur Ullmannstraße hin, beide von Heribert Rath (im Zuge der thermischen Sanierung bis 2014 entfernt)                         | 34        | Identadresse Ullmannstraße 9 |
| 1074 HERIS-ID: 48548 Objekt-ID: 52074                         | 1    | Datei hochladen | Graumanngasse 31-33 Standort            | 1927–1928 | Alexander Graf, Hans Seitl                                                  | | 43        | Denkmalschutz Identadresse Künstlergasse 10 |
| 1131                                                          | 1    | Datei hochladen | Grimmgasse 4 Standort                   | 1978–1980 | Gabor Fettik                                                                | | 16        | |
| 1135                                                          | 1    | Datei hochladen | Grimmgasse 8 Standort                   | 1978–1980 | Gerhard Kleindienst                                                         | | 13        | |
| Alois-Küblböck-Hof 35                                         | 1    | Datei hochladen | Grimmgasse 11-13 Standort               | 1965–1967 | Franz Marx                                                                  | | 28        | Benannt nach Alois Küblböck (1900–1963), christlichsozialer Gewerkschaftsfunktionär, Gemeinderat |
| 1138                                                          | 1    | Datei hochladen | Grimmgasse 15 Standort                  | 1981–1983 | Gabor Fettik, Walter Olensky                                                | | 17        | |
| 1086                                                          | 1    | Datei hochladen | Grimmgasse 17 Standort                  | 1952–1953 | Walther Raschka                                                             | | 13        | |
| 1129                                                          | 1    | Datei hochladen | Grimmgasse 19 Standort                  | 1978–1980 | Walter Olensky                                                              | | 15        | |
| Paul-Richter-Hof 34                                           | 1    | Datei hochladen | Grimmgasse 36-38 Standort               | 1956–1964 | Rudolf Goder, Josef Angst                                                   | Wandbild Die drei Lebensalter von Heinz Keppel, Keramische Supraportenreliefs Die vier Jahreszeiten von Alfred Kurz                                                                                             | 91        | Benannt nach Paul Richter (1877–1958), Politiker und Zeitschriftenredakteur Identadresse Grimmgasse 32, Dadlergasse 5-9 |
| 1140                                                          | 1    | Datei hochladen | Grimmgasse 44 Standort                  | 1982–1984 | Johannes Peter                                                              | | 21        | Identadresse Dadlergasse 15 |
| 1132                                                          | 1    | Datei hochladen | Hagengasse 21 Standort                  | 1978–1979 | Peter Koban                                                                 | | 15        | Identadresse Brunhildengasse 18 |
| 1148                                                          | 1    | Datei hochladen | Heinickegasse 3 Standort                | 1985–1986 | Rudolf Foltin                                                               | | 13        | |
| 1139                                                          | 1    | Datei hochladen | Herklotzgasse 17-19 Standort            | 1981–1983 | Karl Kotal                                                                  | | 32        | Identadresse Fünfhausgasse 7 |
| Dr.-Gerhard-Weißenberg-Hof 256                                | 1    | Datei hochladen | Hofmoklgasse 2-6 Standort               | 1975–1977 | Karl Hosmann, Josef Baudys                                                  | | 90        | Benannt nach Gerhard Weißenberg Identadresse Pillergasse 12-16 |
| 1142                                                          | 1    | Datei hochladen | Hollergasse 12 Standort                 | 1981–1982 | Werner Appelt                                                               | | 15        | |
| 1144                                                          | 1    | Datei hochladen | Hollergasse 21 Standort                 | 1983–1985 | Diether S. Hoppe                                                            | | 13        | |
| 1063 HERIS-ID: 48518 Objekt-ID: 52042                         | 1    | Datei hochladen | Hütteldorfer Straße 3-5 Standort        | 1925      | Karl Dirnhuber                                                              | | 68        | Denkmalschutz Identadresse Löhrgasse 26-28 |
| Ebert-Hof 182 HERIS-ID: 48509 Objekt-ID: 52031                | 1    | Datei hochladen | Hütteldorfer Straße 16-22 Standort      | 1925–1926 | Viktor Mittag, Karl Hauschka                                                | Steinbrunnen mit Bronzefigur Frühlingsbrunnen oder Knabe mit Vögeln von Anton Endstorfer | 179       | Denkmalschutz Benannt nach Friedrich Ebert Identadresse Costagasse 2, Loeschenkohlgasse 13, Pouthongasse 23 |
| Karl-Frey-Hof 190                                             | 1    | Datei hochladen | Hütteldorfer Straße 81a Standort        | 1953–1954 | Anton Potyka, Karl Eckenstorfer, Alois Brunner, Norbert Mandl               | Mosaik Dekoratives Band von Josef Seebacher | 235       | Benannt nach Karl Frey (1867–1950), Bezirksvorsteher von Rudolfsheim Identadresse Selzergasse 31, Wurmsergasse 36 |
| 1079                                                          | 1    | Datei hochladen | Jheringgasse 3-5 Standort               | 1940–1941 | Alfred Kraupa                                                               | | 35        | |
| Franz-Kinkor-Hof 249                                          | 1    | Datei hochladen | Johnstraße 25-27 Standort               | 1969–1973 | Walter Jaksch                                                               | Granitplastik Heulender Wolf von Walter Lackner | 41        | Benannt nach Franz Kinkor (1884–1978), Bezirksvorsteher von Rudolfsheim, Gemeinderat Identadresse Sturzgasse 12 |
| 1095                                                          | 1    | Datei hochladen | Johnstraße 81 Standort                  | 1960–1961 | Adolf Ellinger                                                              | Sgraffitowandbild Schrebergarten von Hans Stockbauer | 15        | |
| 1105                                                          | 1    | Datei hochladen | Jurekgasse 5 Standort                   | 1973–1975 | Roland Berreck                                                              | | 27        | Identadresse Denglergasse 4 |
| 1122                                                          | 1    | Datei hochladen | Jurekgasse 6 Standort                   | 1975–1977 | Raimund Haintz                                                              | | 14        | |
| 1109                                                          | 1    | Datei hochladen | Jurekgasse 29 Standort                  | 1974–1975 | Carl A. J. Hala                                                             | | 32        | |
| 1160                                                          | 1    | Datei hochladen | Karmeliterhofgasse 7-9 Standort         | 1991–1992 | Herbert Scheiner                                                            | | 35        | Identadresse Oesterleingasse 10-12 |
| 1090                                                          | 1    | Datei hochladen | Kellinggasse 7 Standort                 | 1953–1954 | Ludwig Schmid                                                               | | 11        | |
| 1154                                                          | 1    | Datei hochladen | Kellinggasse 13 Standort                | 1985–1986 | Rudolf Guttmann                                                             | | 14        | |
| 1123                                                          | 1    | Datei hochladen | Kranzgasse 5 Standort                   | 1979–1980 | Franz-Joachim Zülow                                                         | | 21        | |
| 1127                                                          | 1    | Datei hochladen | Kranzgasse 20 Standort                  | 1980–1981 | Günther Ludwig                                                              | | 18        | |
| 1124                                                          | 1    | Datei hochladen | Lehnergasse 4 Standort                  | 1976–1977 | Leopold (Leo) Fellner                                                       | | 10        | |
| 1088                                                          | 1    | Datei hochladen | Loeschenkohlgasse 3 Standort            | 1954–1955 | Franz Tominsek                                                              | Keramische Reliefs Von der Vogelweide und Du bist min, ich bin din (auf Walter von der Vogelweide bezogen) von Franz Waldmüller                                                                                 | 27        | |
| 1071 HERIS-ID: 48505 Objekt-ID: 52027                         | 1    | Datei hochladen | Loeschenkohlgasse 30-32 Standort        | 1931–1932 | Oskar Strnad                                                                | | 77        | Denkmalschutz Identadresse Oeverseestraße 1-3, Preysinggasse 43, Holochergasse 40 |
| 1078                                                          | BW   | Datei hochladen | Matthias-Schönerer-Gasse 14-18 Standort | 1941–1942 | Viktor Reiter                                                               | | 68        | Identadresse Koberweingasse 7-9, Neusserplatz 3, Oeverseestraße 39-41 |
| 1094                                                          | 1    | Datei hochladen | Meiselstraße 11 Standort                | 1957–1959 | Ludwig Schmid                                                               | Sgraffiti Vier Jahreszeiten von Brunhilde Bichler-Dreher | 57        | Identadresse Wurmsergasse 30 |
| Johann-Hartmann-Hof 189                                       | 1    | Datei hochladen | Meiselstraße 15-17 Standort             | 1931–1932 | Franz Zabza                                                                 | | 129       | Benannt nach Johann Hartmann (1871–1948), Gemeinderat, Gründer der Rudolfsheimer Kinderfreunde Identadresse Wurmsergasse 27-31, Eduard-Sueß-Gasse 28 |
| 1111                                                          | 1    | Datei hochladen | Meiselstraße 36-42 Standort             | 1974–1977 | Rolf Simlinger, Friedrich Pangratz                                          | Mosaikfries Komposition von Sabine Weiger am Durchgang zum Innenhof | 65        | Identadresse Flachgasse 50, Nobilegasse 45 |
| Willi-Liwanec-Hof 22                                          | 1    | Datei hochladen | Minciostraße 35 Standort                | 1965–1968 | Jürgen Felsenstein, Walter Totz, Erich Ott, Peter Koban                     | Abstrakte Spielplastik von Walter Auer, Sitzende Abstrakte Figur von Engelbert Lanzenberger | 266       | Benannt nach Wilhelm Liwanec Identadresse Gablenzgasse 109 |
| 1067 HERIS-ID: 48578 Objekt-ID: 52113                         | 1    | Datei hochladen | Neusserplatz 1 Standort                 | 1926–1927 | Michael Rosenauer                                                           | | 85        | Denkmalschutz Identadresse Koberweingasse 3, Matthias-Schönerer-Gasse 12 |
| 1082                                                          | 1    | Datei hochladen | Nobilegasse 36 Standort                 | 1949–1950 | Leonhard G. Schöppler                                                       | | 15        | |
| 1161                                                          | 1    | Datei hochladen | Oelweingasse 3-5 Standort               | 1990–1992 | Andreas Zangerl                                                             | | 24        | |
| 1107                                                          | 1    | Datei hochladen | Oelweingasse 6-8 Standort               | 1973–1974 | Herbert Müller-Hartburg                                                     | | 26        | |
| 1096                                                          | 1 BW | Datei hochladen | Oelweingasse 7 Standort                 | 1961–1962 | Matthäus Jiszda II.                                                         | Trinkbrunnen für den Kindergarten von Vera Deer-Steiner | 16        | |
| Ernst-Papanek-Hof 257                                         | 1    | Datei hochladen | Oelweingasse 21-23 Standort             | 1975–1976 | Peter Tölzer, Maria Tölzer                                                  | Bildwand Farbflächenkomposition von Alfred Kirchner | 32        | Benannt nach Ernst Papanek (1900–1973), Pädagoge und Politiker Identadresse Grimmgasse 25-27 |
| 1101                                                          | 1    | Datei hochladen | Oelweingasse 22-26 Standort             | 1969–1971 | Herbert Müller-Hartburg                                                     | | 41        | Identadresse Grimmgasse 29, Braunhirschengasse 34 |
| Heinrich-Hajek-Hof 191                                        | 1    | Datei hochladen | Oeverseestraße 13-19 Standort           | 1954–1956 | Hans Riedl, Otto Erhartt, Wilhelm (Willi) Reichel, Josef Schmelzenbart      | Vogeltränke Liegender Jüngling von Artur Hecke, Steinschnitt-Supraporte Drei Kinder von Luise Wolf, Natursteinrelief Ruhende Frau von Marijan Matijević, Wandmosaik Herbstliches Maisfeld von Wilhelm Jaruska   | 248       | Benannt nach Heinrich Hajek (1900–1967), Bezirksvorsteher von Rudolfsheim-Fünfhaus Identadresse Kannegasse 9, Pilgerimgasse 10-20, Wurmsergasse 46 |
| 1065 HERIS-ID: 48579 Objekt-ID: 52114                         | 1    | Datei hochladen | Oeverseestraße 25-29 Standort           | 1926–1927 | Carl Witzmann                                                               | | 114       | Denkmalschutz Identadresse Johnstraße 54, Wurmsergasse 47 |
| 1153                                                          | 1    | Datei hochladen | Ortnergasse 5 Standort                  | 1985–1986 | Rudolf Guttmann                                                             | | 11        | |
| 1069                                                          | 1    | Datei hochladen | Pilgerimgasse 4-6 Standort              | 1930–1931 | Viktor Lurje                                                                | | 64        | Identadresse Loeschenkohlgasse 35-37 |
| Heimhof 181 HERIS-ID: 48580 Objekt-ID: 52115                  | 1    | Datei hochladen | Pilgerimgasse 22-24 Standort            | 1921–1922 | Carl Witzmann, Otto Rudolf Polak-Hellwig                                    | Majolikareliefs mit Kinderdarstellungen am Kindergarten | 173       | Denkmalschutz Benannt nach einer von Auguste Fickert gegründeten Bau- und Wohnungsgenossenschaft Identadresse Wurmsergasse 45, Johnstraße 52 |
| 1084                                                          | 1    | Datei hochladen | Plunkergasse 4-12 Standort              | 1950–1954 | Emil Dietrich, Karl Musel, Ernst W. Irsigler, Fritz Zügner, Karl Janeschitz | Glasmosaik Badende Jünglinge von Anton Lehmden, Sgraffito Aufbau von Theo Braun | 155       | Kunstobjekte unter Denkmalschutz Identadresse Zwingligasse 1, Loeschenkohlgasse 21-23, Loeschenkohlgasse 27, Preysinggasse 42-44, Tannhäuserplatz 5 |
| 1162                                                          | 1    | Datei hochladen | Rauchfangkehrergasse 17-27 Standort     | 1987–1990 | Gert M. Mayr-Keber                                                          | | 82        | |
| 1073 HERIS-ID: 12775 Objekt-ID: 8933                          | 1    | Datei hochladen | Rauchfangkehrergasse 26 Standort        | 1924–1925 | Anton Brenner                                                               | | 33        | Denkmalschutz Identadresse Heinickegasse 1 |
| 1145                                                          | 1    | Datei hochladen | Reichsapfelgasse 9 Standort             | 1983–1985 | Allgemeine Wohnbau Planung GesmbH                                           | | 37        | Identadresse Hollergasse 28 |
| 1130                                                          | 1    | Datei hochladen | Reindorfgasse 9 Standort                | 1978–1980 | Johannes Peter                                                              | | 30        | |
| 1136                                                          | 1    | Datei hochladen | Reindorfgasse 38 Standort               | 1979–1980 | Friedrich Moser                                                             | | 25        | |
| 1717                                                          | 1    | Datei hochladen | Reithofferplatz 10 Standort             | 1998–1999 | Brigitte Ottel                                                              | | 16        | |
| Johann-Witzmann-Hof 183 HERIS-ID: 48496 Objekt-ID: 52018      | 1    | Datei hochladen | Reuenthalgasse 2-4 Standort             | 1926–1927 | Rudolf Krausz                                                               | | 189       | Denkmalschutz Benannt nach Johann Witzmann (1868–1957), Gemeinderat Identadresse Kriemhildplatz 11, Markgraf-Rüdiger-Straße 18, Vogelweidplatz 9, Dankwartgasse 1 |
| 1112                                                          | 1    | Datei hochladen | Robert-Hamerling-Gasse 15 Standort      | 1975–1977 | Rudolf Felix Weber                                                          | | 42        | Identadresse Haidmannsgasse 5 |
| Anton-Matourek-Hof 270                                        | 1    | Datei hochladen | Rustengasse 9 Standort                  | 1977–1979 | Leopold „Leo“ Fellner                                                       | Friesband zur Avedikstraße hin sowie Mosaike im Hauseingang, beides von Erna Frank | 36        | Benannt nach Anton Matourek (1905–1978), Sekretär des Schutzbundes, Gemeinderat Identadresse Avedikstraße 11 |
| 1157                                                          | 1    | Datei hochladen | Rustengasse 10 Standort                 | 1989–1991 | Roland Cäsar                                                                | | 21        | Identadresse Toßgasse 15 |
| 1058                                                          | 1    | Datei hochladen | Schwendergasse 15 Standort              | 1965–1967 | Friedrich Hintermayr                                                        | | 19        | |
| 1099                                                          | 1    | Datei hochladen | Schwendergasse 21-23 Standort           | 1969–1971 | Josef Baudys                                                                | | 18        | |
| Karl-Holoubek-Hof 250                                         | 1    | Datei hochladen | Schwendergasse 41 Standort              | 1972–1976 | Anton Potyka                                                                | Abstraktes Relief von Heinz Leinfellner am Festsaaltrakt, posthum von Fritz Tiefenthaler fertiggestellt | 82        | Benannt nach Karl Holoubek Identadresse Dreihausgasse 31 |
| 1106                                                          | 1    | Datei hochladen | Sechshauser Straße 94-96 Standort       | 1973–1975 | Friedrich Rollwagen                                                         | | 17        | |
| 1120                                                          | 1    | Datei hochladen | Storchengasse 16-20 Standort            | 1978–1979 | Peter Schwager                                                              | | 37        | |
| 1151                                                          | 1    | Datei hochladen | Storchengasse 22 Standort               | 1985–1986 | Peter Schwager                                                              | | 21        | |
| 1118                                                          | BW   | Datei hochladen | Sturzgasse 14 Standort                  | 1975–1977 | Walter Jaksch                                                               | | 12        | |
| 1083                                                          | 1    | Datei hochladen | Sturzgasse 29 Standort                  | 1949–1950 | Rudolf Scherer                                                              | Zwei Reliefs Kinder und Delphine von Christa Vogelmayer über dem Portal | 14        | Reliefs unter Denkmalschutz |
| 1156                                                          | BW   | Datei hochladen | Sturzgasse 31-33 Standort               | 1989–1990 | Rudolf Lamprecht                                                            | Getriebene Skulptur Durchbruch von German Pizzinini an der Hauswand | 22        | |
| 1121                                                          | BW   | Datei hochladen | Sturzgasse 37 Standort                  | 1975–1977 | Josef Wöhnhart                                                              | | 25        | |
| 1114                                                          | 1    | Datei hochladen | Talgasse 2 Standort                     | 1974–1975 | Josef Seeberger                                                             | | 21        | Identadresse Dingelstedtgasse 26 |
| Käthe-Königstetter-Hof 187 HERIS-ID: 48581 Objekt-ID: 52116   | 1    | Datei hochladen | Tautenhayngasse 2-8 Standort            | 1932–1933 | Friedrich Pindt                                                             | Terrakottarelief Mutter mit Kindern zwischen Baumeister und Maurer | 130       | Denkmalschutz Benannt nach Käthe Königstetter (1874–1940), Mitbegründerin der Organisation der Heimarbeiterinnen, Gemeinderätin Identadresse Koberweingasse 4-10, Neusserplatz 5, Johnstraße 77 |
| 1076 HERIS-ID: 48577 Objekt-ID: 52112                         | 1    | Datei hochladen | Tautenhayngasse 28 Standort             | 1935–1936 | Franz Wiesmann                                                              | Sandsteinfigur Hl. Engelbert von Anton Endstorfer | 152       | Denkmalschutz Identadresse Oeverseestraße 61, Minciostraße 6-8, Küchelbeckergasse 1 |
| 1081                                                          | 1    | Datei hochladen | Tellgasse 18 Standort                   | 1959–1960 | Franz Peck                                                                  | | 14        | |
| 1158                                                          | 1    | Datei hochladen | Toßgasse 5 Standort                     | 1989–1990 | Roland Cäsar                                                                | | 10        | |
| 1093                                                          | 1    | Datei hochladen | Turnergasse 7 Standort                  | 1956–1957 | Carl Leopold Müller                                                         | | 19        | Identadresse Herklotzgasse 8 |
| 1116                                                          | 1    | Datei hochladen | Turnergasse 22 Standort                 | 1976–1979 | Franz Morawez                                                               | | 21        | |
| 1117                                                          | 1    | Datei hochladen | Turnergasse 23 Standort                 | 1975–1976 | Franz Morawez                                                               | | 15        | |
| 1125 HERIS-ID: 48554 Objekt-ID: 52082                         | 1    | Datei hochladen | Weiglgasse 6-10 Standort                | 1976–1980 | Wilhelm Holzbauer                                                           | | 291       | Denkmalschutz Identadresse Jheringgasse 16, Anschützgasse 15, Siebeneichengasse 7-9 |
| 1092                                                          | 1    | Datei hochladen | Witzelsbergergasse 16-18 Standort       | 1956–1957 | Leonhard G. Schöppler                                                       | Supraportenrelief Brot und Salz von Andreas Urteil | 26        | Relief unter Denkmalschutz |
| Wohnsiedlung Schmelz 1062 HERIS-ID: 48573 Objekt-ID: 52106    | 1    | Datei hochladen | Wohnsiedlung Schmelz Standort           | 1919–1924 | Hugo Mayer                                                                  | Zierbrunnen mit Bronzefigur Knabe mit Fisch von Adam Pohl im Hof des Trakts zur Gablenzgasse | 735       | Denkmalschutz Benannt nach einem Flurnamen Identadresse Wickhoffgasse 3-19, Wickhoffgasse 14-26, Gablenzgasse 101-105, Mareschplatz 5-5a, Oeverseestraße 2-12, Mareschgasse 3-13, Possingergasse 3-35, Mareschgasse 14-16, Mareschplatz 6-7, Minciostraße 32-34, Mareschplatz 3-4, Mareschplatz 1-2, Wickhoffgasse 4-8, Mareschgasse 4-8, Mareschgasse 20-32, Mareschgasse 17-19, Minciostraße 10-28. Der später entstandene Trakt Wickenhoffgasse 14-26 ist separat denkmalgeschützt |
| Vogelweidhof 184 HERIS-ID: 48501 Objekt-ID: 52023             | 1    | Datei hochladen | Wurzbachgasse 2-8 Standort              | 1926–1927 | Leopold Bauer                                                               | Drei keramische Zierbrunnen von Robert Obsieger, Deckengemälde in den Laubengängen (Märchenmotive) von Franz Wacik, Wandbilder in der Eingangshalle (Die sozialen Leistungen des Roten Wien) von Rudolf Jettmar | 110       | Denkmalschutz Benannt nach Walter von der Vogelweide, inoffiziell Märchenhof genannt Identadresse Hütteldorfer Straße 2a, Sorbaitgasse 3 |
| 1705                                                          | 1    | Datei hochladen | Würffelgasse 6-8 Standort               | 1996–1997 | Gabor Fettik                                                                | | 24        | |
| 1149                                                          | 1    | Datei hochladen | Zinckgasse 5-7 Standort                 | 1985–1987 | Heinz Scheide, Karl W. Zimmermann                                           | | 33        | |